# Maider Esparza Elizalde
Maider Esparza Elizalde (Pamplona, 28 d'abril de 1979) és una exgimnasta rítmica espanyola, que va ser suplent del conjunt nacional de gimnàstica rítmica bicampió del món i medalla d'or en els Jocs Olímpics d'Atlanta 1996, encara que no va ser citada en aquesta última competició per que només es va permetre la convocatòria de les sis gimnastes titulars.
El 2013 es va estrenar a YouTube el documental Las Niñas de Oro (Les Nenes d'Or), dirigit per Carlos Beltrán, que narra la història del conjunt campió olímpic a Atlanta a través d'entrevistes a les pròpies gimnastes, entre elles Maider. El 2016 va assistir amb la resta de l'equip a la Gala 20è Aniversari de la Medalla d'Or a Atlanta '96 a Badajoz.

## Biografia esportiva

### Inicis
Va començar la seva activitat com a gimnasta al Club Natació Pamplona, animada pel fet que dues cosines seves feien gimnàstica. Pel 1993 va ser 4a en maces en el Campionat d'Espanya Individual «B» a València, i aquest mateix any va participar en el Campionat d'Espanya de Conjunts a Gijón, sent 4a en primera categoria amb el Natació Pamplona.

### Etapa en la selecció nacional
El 1994, va rebre la trucada de la seleccionadora nacional Emilia Boneva. Va formar part de la selecció nacional de gimnàstica rítmica d'Espanya en la modalitat de conjunts des de maig de 1994 fins al 1996. Durant aquest temps va conviure amb la resta de les components de l'equip en un xalet a Canillejas i va entrenar al Gimnàs Moscardón de dilluns a dissabte primer unes 6 hores i després fins a 8 hores diàries l'any previ als Jocs Olímpics, en què van deixar d'anar a escola. El conjunt va ser entrenat per la mateixa Emilia Boneva i per María Fernández Ostolaza. La coreògrafa des de 1994 fins al 1998 va ser Marisa Mateo.
A l'octubre de 1994 es va convertir en gimnasta titular, debutant en competició en el Torneig Internacional de Portimão a l'abril de 1995, on va assolir el bronze tant en el concurs general com a la final de 5 cèrcols. Després del torneig de Karlsruhe, la seva segona competició com a titular, va ser la gimnasta suplent en la majoria de competicions en què va participar el conjunt espanyol, que va assolir en aquests anys dos ors en els Mundials de Viena i Budapest, i la medalla d'or en els Jocs Olímpics d'Atlanta, a més de tres medalles de plata en diferents Mundials. Com gimnasta suplent de l'equip, Maider havia d'aprendre cada un dels llocs dels dos exercicis, perquè en cas de la baixa d'alguna titular, ella pogués reemplaçar-la

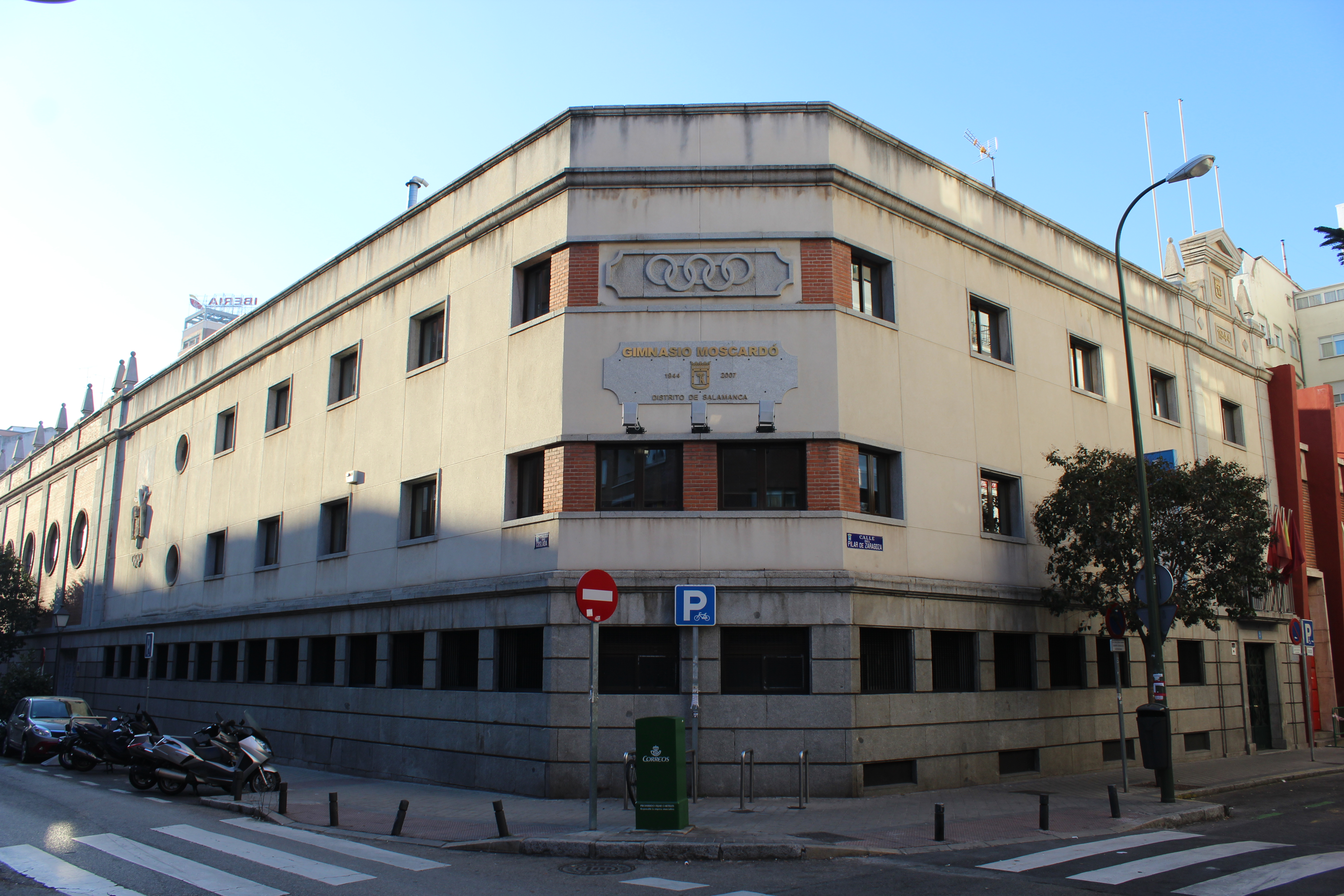
El Gimnàs Moscardón, al districte de Salamanca (Madrid), va ser el lloc d'entrenament de la selecció nacional de gimnàstica rítmica fins al 1997
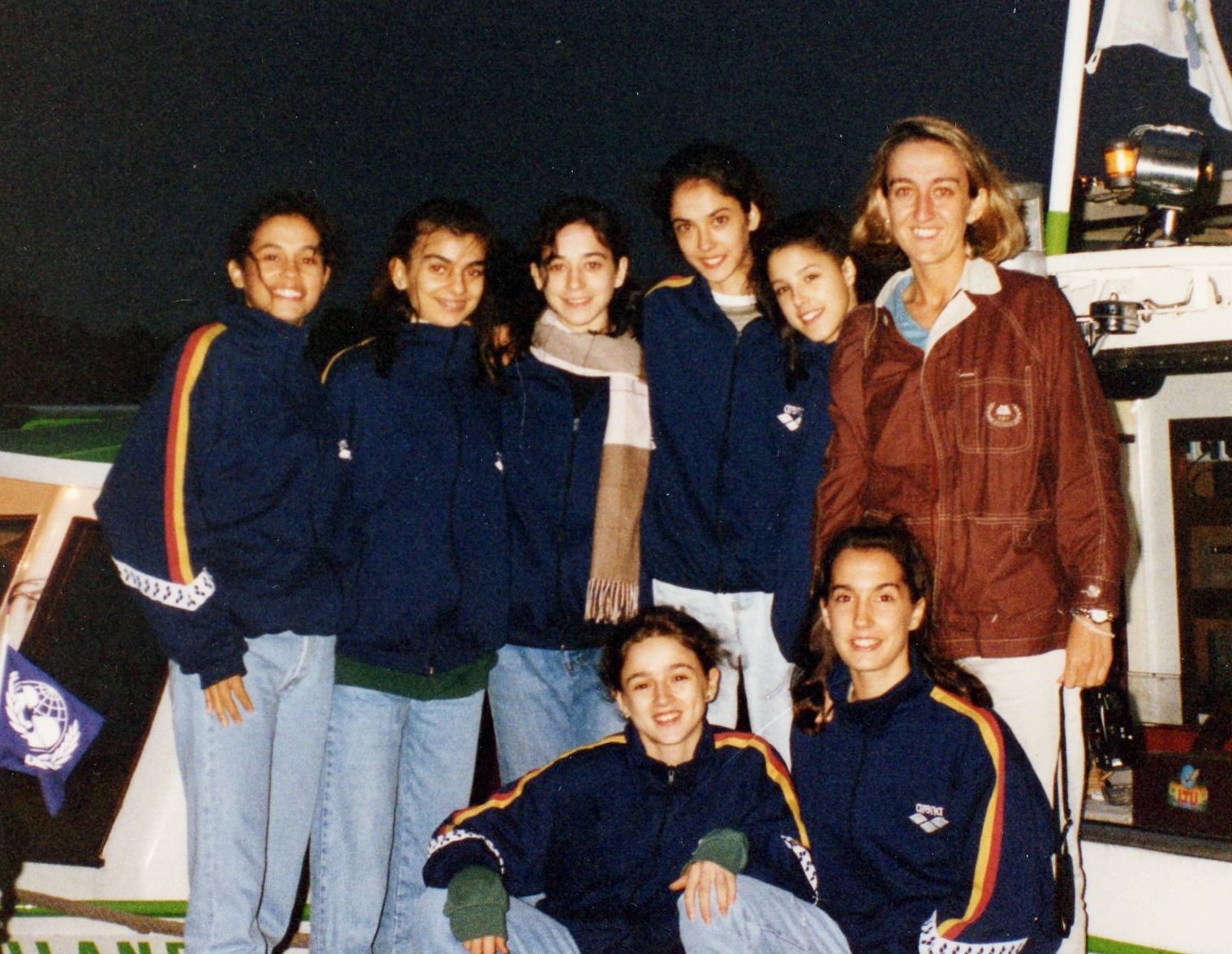
Maider (asseguda, a la dreta) amb la resta del conjunt espanyol a París (1995)
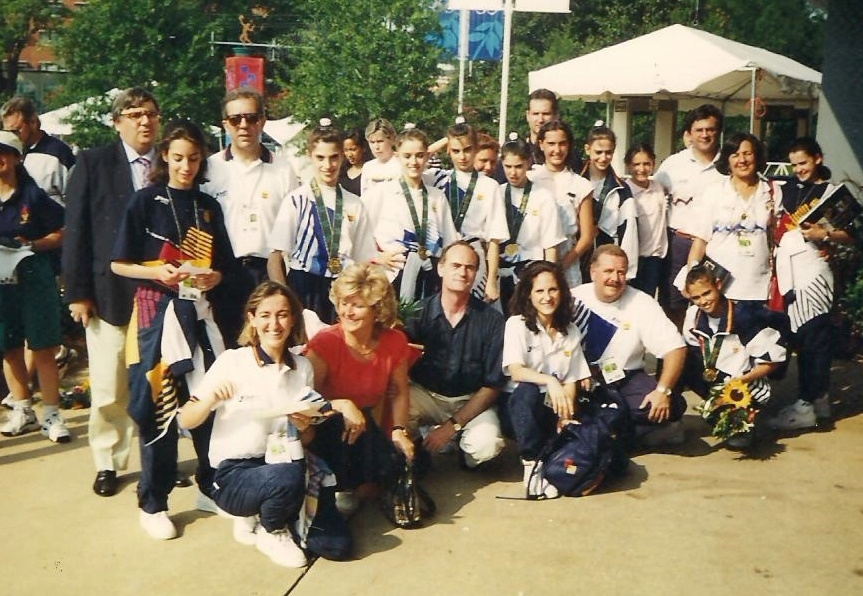
Maider (dempeus, sisena des de la dreta) amb la resta de la delegació en els Jocs Olímpics d'Estiu de 1996

Per als Jocs Olímpics d'Atlanta només es van poder convocar a les sis gimnastes titulars per part del conjunt, de manera que Maider es va quedar fora de la convocatòria, encara que sí va viatjar per presenciar la competició en directe. L'equip espanyol medalla d'or en els Jocs Olímpics d'Atlanta 1996 estava integrat per Marta Baldó, Núria Cabanillas, Estela Giménez, Lorena Guréndez, Tania Lamarca i Estíbaliz Martínez. Després d'aquesta consecució, el conjunt va ser batejat pels mitjans amb el nom de Niñas de Oro (Nenes d'Or). També se li va concedir la Placa d'Or de la Reial Ordre del Mèrit Esportiu (1996) i la Copa Baró de Güell en els Premis Nacionals de l'Esport (1997), distincions atorgades al conjunt espanyol de gimnàstica rítmica pel Consell Superior d'Esports.

### Retirada de la gimnàstica
Maider es va retirar al setembre de 1996, després dels Jocs Olímpics d'Atlanta. El 22 de desembre d'aquest any, Maider va rebre un homenatge a Pamplona per part de la Federació Navarra de Gimnàstica. En el mateix, el conjunt espanyol va realitzar una exhibició i se li va fer entrega a ella i la seva entrenadora d'una rèplica de la medalla d'or d'Atlanta. Anys després, en la presentació a Pamplona del llibre Llàgrimes per una medalla de la seva companya Tania Lamarca, Maider comentaria que per a ella la retirada «va ser un alleujament […] El pitjor per a mi va ser la pressió d'estar concentrada a Madrid. A Pamplona em vaig sentir bé». En la mateixa compareixença reivindicava «que es reconegui la feina que fan les gimnastes que hi són allí, encara que no es vegin, perquè totes fan la mateixa feina amb el mateix esforç».
El 5 d'agost de 2000 va participar junt amb algunes de les seves excompanyes de la selecció en un homenatge a Emilia Boneva durant el Campionat d'Espanya de Conjunts de gimnàstica rítmica celebrat a Màlaga, en què van realitzar un exercici muntat especialment per a l'ocasió que estava inspirat en el de 5 cèrcols de 1996 i que havien entrenat les setmanes prèvies amb l'ajuda d'Ana Bautista. La pròpia Emilia va viatjar des de Bulgària per assistir a l'esdeveniment, encara que sense tenir coneixement que diverses de les seves antigues pupil·les li anaven a fer un homenatge. Marta Baldó no va poder participar en l'acte, i Lorena Guréndez va assistir però no va realitzar l'exercici en ser component encara de la selecció nacional. L'encarregat d'organitzar el retrobament va ser Carlos Pérez, llavors Relacions Externes del Programa ADO, després que les pròpies Nenes d'Or li comentessin la idea. Dies després tornarien a fer l'exercici a Manzanares el Real (Madrid), sent aquesta l'última vegada que es van retrobar amb Emilia.
A l'abril de 2002, les components del conjunt de 1996 van tornar a reunir-se en el V Concurs de Gimnàstica Rítmica Interescolar, que es va realitzar a Saragossa i on cinc d'elles van realitzar un dels exercicis d'Atlanta, a més de rebre un homenatge. Núria Cabanillas i Lorena Guréndez no van poder assistir a la setmana en què es va entrenar l'exercici, però sí van acudir a l'acte.
L'agost de 2006, amb la resta de les seves excompanyes de la selecció nacional de 1996, va acudir a un retrobament que va tenir lloc a Àvila durant tres dies amb motiu del 10è aniversari de la consecució de la medalla d'or a Atlanta 1996. Aquesta trobada ho va organitzar Carlos Beltrán junt amb la seva productora, Klifas dreams, amb l'objectiu de gravar un documental en què elles mateixes expliquessin la seva història. Las Niñas de Oro, com així va ser anomenat el documental, es va estrenar a YouTube al desembre de 2013, dirigit pel mateix Carlos Beltrán i amb 54 minuts de durada. Es va presentar dividit en cinc parts, sent la primera pujada el dia 9 i l'última el dia 26. El documental narra, a través d'entrevistes a les pròpies gimnastes, l'abans, el durant i el després de la medalla d'or d'Atlanta.
El 8 de novembre de 2014, les set integrants del conjunt de 1996, entre elles Maider, van ser homenatjades en la IX Gala Internacional de Gimnàstica Rítmica Euskalgym, que es va celebrar per primera vegada a Vitòria. En la mateixa, es va dur a terme una projecció d'imatges sobre el tapís consistent en els noms de les gimnastes amb el logotip dels Jocs Olímpics d'Atlanta 1996 i la medalla d'or de fons, mentre sonava la música del seu exercici de cèrcols en aquells jocs olímpics. A continuació, les set gimnastes van sortir a la pista per rebre la Medalla Euskalgym i una placa commemorativa de mans de José Luis Tejedor (president de la Federació Basca de Gimnàstica) i Javier Maroto (alcalde de Vitòria), davant la presència de les gairebé 9.000 persones que van assistir a la gala al Fernando Buesa Arena. Va ser el primer retrobament de les Nenes d'Or al complet després de la reunió de 2006. El 14 d'octubre de 2015, les set Nenes d'Or van tornar a reunir-se a Madrid amb motiu del lliurament a les sis campiones olímpiques de la Medalla d'Or de la Reial Ordre del Mèrit Esportiu, atorgada pel Consell Superior d'Esports. En el mateix acte es va fer lliurament de la Medalla de Bronze al conjunt espanyol de 2014, conegut com El Equipaso, sent la primera vegada que les dues generacions de gimnastes es reunien.

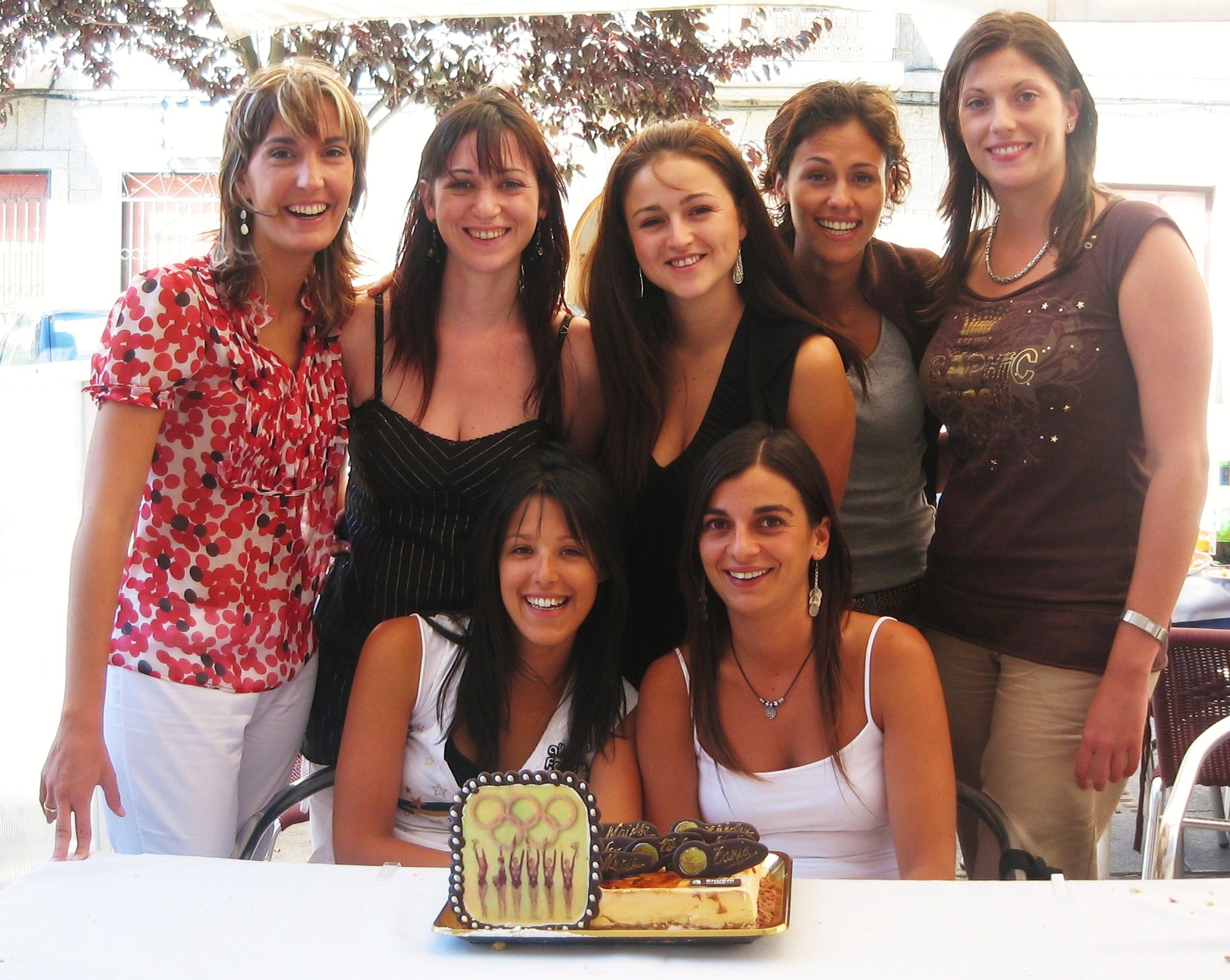
Maider (dempeus, primera per l'esquerra) junt amb el conjunt d'Atlanta 1996 en un retrobament el 2006 registrat en el documental Las Niñas de Oro
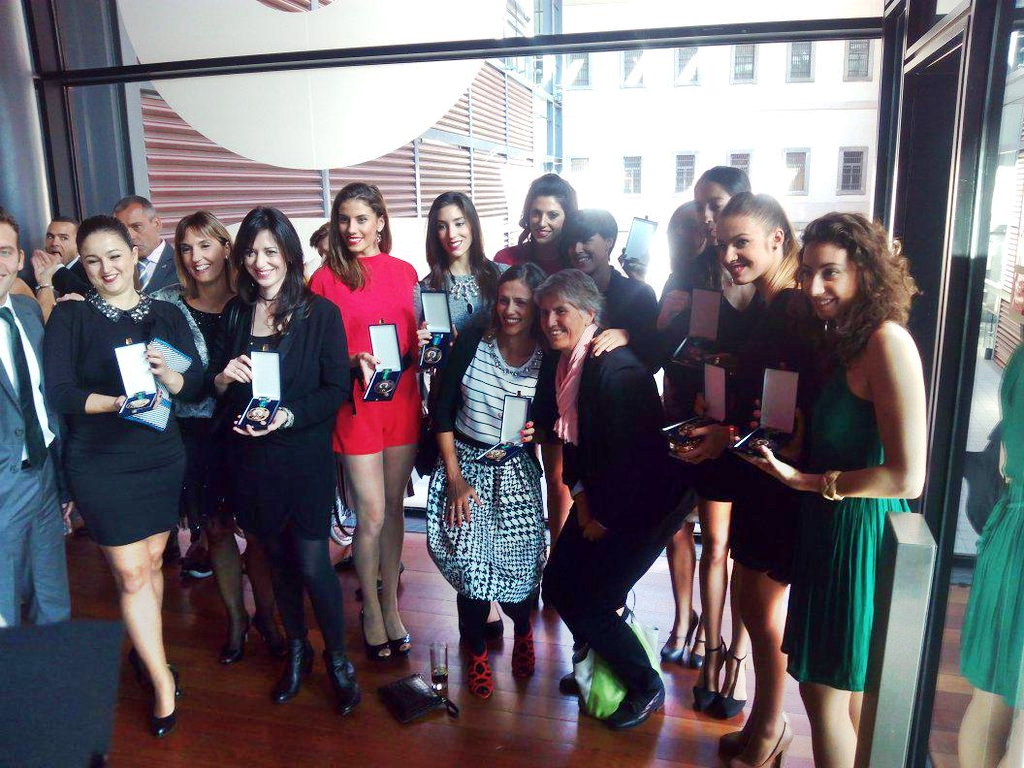
Les Nenes d'Or junt amb El Equipaso i Paloma del Río en el lliurament de la ROMD (2015)
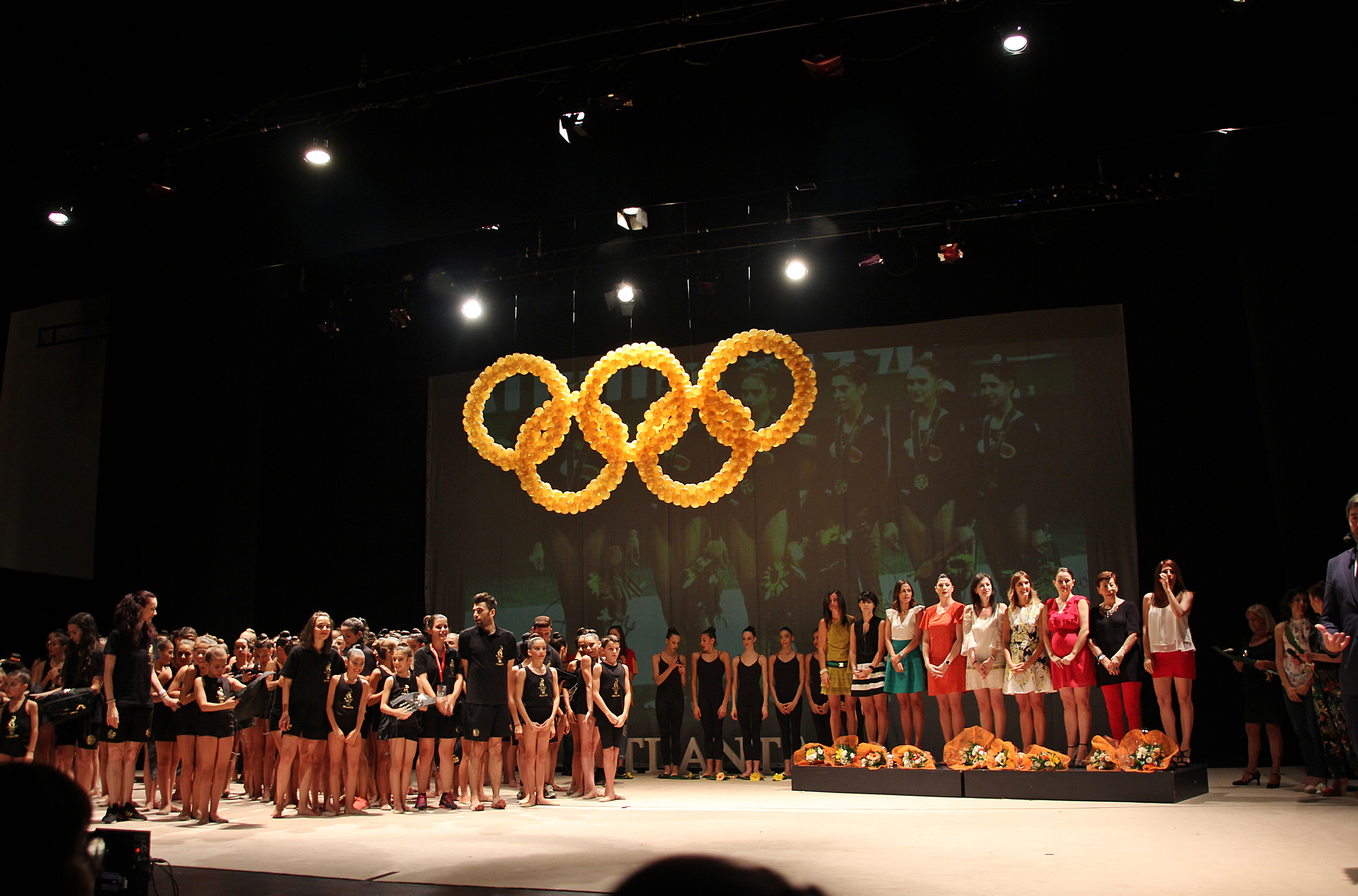
El conjunt en la Gala 20è Aniversari (2016)

El 23 de juliol del 2016 es va retrobar amb la resta de les Nenes d'Or a la Gala 20è Aniversari de la Medalla d'Or a Atlanta '96, que va tenir lloc al Palau de Congressos de Badajoz en el marc del X Campus Internacional de Gimnàstica Rítmica Nuria Cabanillas. A l'homenatge van acudir també diverses exgimnastas de la selecció com Carolina Pascual, Almudena Cid, Alba Caride, Ana Bautista, Carolina Malchair, Marta Calamonte i Ana María Pelaz, així com la jutgessa internacional Maite Nadal i la coreògrafa del conjunt d'Atlanta, Marisa Mateo. El conjunt nacional júnior va realitzar, a més, dues exhibicions durant la gala, que va comptar igualment amb actuacions de Carolina Pascual i les participants del Campus. Es va emetre així mateix un missatge gravat de la exseleccionadora Emilia Boneva des de la seva casa de Bulgària.
Al setembre de 2018 va viatjar junt amb diverses exgimnastas de la selecció espanyola al Mundial de Gimnàstica Rítmica de Sofia per retrobar-se amb l'exseleccionadora nacional Emilia Boneva, organitzant-se a més un sopar homenatge en honor seu.
Malgrat que durant un temps va ser entrenadora de gimnàstica rítmica en el seu antic club, el Club Natació Pamplona, actualment treballa com a tècnica de raigs a l'Hospital de Navarra.

## Vida personal
Té dos fills: una nena, Naia, que també practica gimnàstica rítmica, i un nen, Oier.

## Equipaments
| Període     | Proveïdor |
| ----------- | --------- |
| 1995 - 1996 | Arena     |

## Música dels exercicis
| Any  | Aparells                                       | Música |
| ---- | ---------------------------------------------- | --- |
| 1995 | 5 cèrcols                                      | Peça Asturias (Leyenda), que pertany a la Suite española, Op. 47 d'Isaac Albéniz. |
| 1995 | 3 pilotes i 2 cintes                           | Tango «Verano porteño» d'Astor Piazzolla. |
| 1995 | Exercici d'exhibició                           | Sevillana «Tócala, tócala» de Cantores de Híspalis. |
| 1996 | 5 cèrcols                                      | Barreja de diverses cançons pertanyents a musicals estatunidencs, principalment «America» (composta per Leonard Bernstein i inclosa a West Side Story), «I Got Rhythm» i «Embraceable You» (compostes per George Gershwin i que van aparèixer a la banda sonora d'Un americà a París. |
| 1996 | 3 pilotes i 2 cintes                           | «Amanecer andaluz». |
| 2000 | Exercici d'exhibició (mans lliures, 5 cèrcols) | Barreja dels temes «Anahita Will Sustain You» de Jamshied Sharifi, i «Illumination» de Secret Garden. |

## Palmarès esportiu

### Selecció espanyola
| 1995 - Torneig Internacional de Portimão Bronze en concurs general Bronze en 5 cèrcols - DTB-Pokal Karlsruhe 6è lloc en concurs general 6è lloc en 3 pilotes i 2 cintes - Campionat d'Europa de Praga* Bronze en concurs general Bronze en 5 cèrcols Plata en 3 pilotes i 2 cintes - Alfred Vogel Cup* Or en concurs general Or en 5 cèrcols Or en 3 pilotes i 2 cintes - International Group Masters Hannover* Plata en concurs general - Campionat del Món de Viena* Plata en concurs general Plata en 5 cèrcols Or en 3 pilotes i 2 cintes - Epson Cup* Bronze en concurs general | 1996 - Kalamata Cup* Or en concurs general - DTB-Pokal Karlsruhe* Bronze en concurs general Or en 5 cèrcols Or en 3 pilotes i 2 cintes - Ciutat de Saragossa* Or en concurs general Or en 5 cèrcols Or en 3 pilotes i 2 cintes - Campionat del Món de Budapest* Plata en concurs general 4t lloc en 5 cèrcols Or en 3 pilotes i 2 cintes |

* Com a suplent de l'equip en sengles exercicis.

## Premis, reconeixements i distincions
- Placa d'Or de la Reial Orde del Mèrit Esportiu, atorgada pel Consell Superior d'Esports (1996).[26][27][28]
- Copa Barón de Güell al millor equip espanyol, atorgada pel CSD i entregada als Premis Nacionals de l'Esport de 1996 (1997).[29][30][31]
- Millor grup atlètic en els Guardons Nacionals al Mèrit Esportiu Inter Gym 's Or 2005 (2006).[32]
- Medalla Euskalgym (junt amb les altres Nenes d'Or) a la IX Gala Internacional de Gimnàstica Rítmica Euskalgym (2014).[13][14][15][16][17]
- Diploma acreditatiu i targeta olímpica, atorgats pel COE a la Gala 20è Aniversari de la Medalla d'Or a Atlanta '96 (2016).

## Filmografia

### Pel·lícules
| Pel·lícules | Pel·lícules      | Pel·lícules  | Pel·lícules | Pel·lícules    |
| Any         | Títol            | Personatge   | Notes       | Director       |
| ----------- | ---------------- | ------------ | ----------- | -------------- |
| 2013        | Las Niñas de Oro | Ella mateixa | Documental  | Carlos Beltrán |

### Programes de televisió
| Programes de televisió | Programes de televisió | Programes de televisió | Programes de televisió                              |
| Any                    | Títol                  | Cadena                 | Notes                                               |
| ---------------------- | ---------------------- | ---------------------- | --------------------------------------------------- |
| 2000                   | Línea 900              | La 2 de TVE            | Aparició al reportatge «La otra cara de la medalla» |
| 2014                   | Euskalgym 2014         | ETB 1                  | Homenatjada                                         |

### Publicitat
- Dos anuncis de Cola Cao (1996). Aparició junt amb la resta de l'equip a dos anuncis de televisió per a Cola Cao, llavors patrocinador del Programa ADO.[10]
- Anunci de Campofrío (1996). Aparició junt amb la resta de la selecció espanyola en un anunci de televisió de l'empresa càrnia, llavors patrocinadora de la Federació.